# 赖德·多德
赖德·多德（英語：Ryder Dodd，2006年1月19日—），美国男子水球运动员。他曾代表美国国家队参加2024年夏季奥林匹克运动会男子水球比赛，获得一枚铜牌。

## 家庭
哥哥蔡斯·多德。